# Estádio Vital Rodrigues
O Estádio Vital Rodrigues é um estádio de futebol localizado na cidade de Caracaraí no estado de Roraima. Foi inaugurado pela Prefeitura em 2012 com a capacidade de 3000 espectadores, possuindo piso de gramado natural. Os times mandantes são o GAS e o Náutico, e em 2006 o Rio Negro utilizou o estádio em parceria com a prefeitura municipal.